# Cololejeunea eustacei
Cololejeunea eustacei là một loài Rêu trong họ Lejeuneaceae. Loài này được Pocs mô tả khoa học đầu tiên năm 2007.